# Stochomys longicaudatus
Stochomys longicaudatus és una espècie de mamífer rosegador de la família dels múrids. Viu a Benín, el Camerun, el Congo, Guinea Equatorial, el Gabon, Nigèria, la República Centreafricana, la República Democràtica del Congo, Togo i Uganda. Els seus hàbitats naturals són els boscos primaris i secundaris, els aiguamolls i les zones de vegetació espessa. És una espècie en risc mínim, és a dir, no sembla que hi hagi cap amenaça significativa per a la seva supervivència. El seu nom específic, longicaudatus, significa ‘cuallarg’ en llatí.